# 道の駅とぎ海街道
道の駅とぎ海街道（みちのえき とぎうみかいどう）は、石川県羽咋郡志賀町富来領家町にある国道249号の道の駅である。
旧富来町の「ふるさと文化センター」（1988年開設）を改修し、道の駅として開業した。2023年3月18日にリニューアルオープンし、販売・飲食スペースの全面改装などが行われた。

## 施設
- 駐車場
  - 普通車：75台
  - 大型車：3台
  - 身障者用：1台
- トイレ
  - 男：大 3器、小 6器
  - 女：7器
  - 身障者用：2器
- お食事コーナー（11:00 - 17:00）
- サービスステーション（9:00 - 17:30）
  - 特産品販売所
  - 情報コーナー

### 管理団体
- 設置者：志賀町
- 指定管理者：株式会社いこいの村能登半島[5]

### さくら貝資料館
2023年3月のリニューアルオープンに先立ち、2022年10月7日に館内に「さくら貝資料館」がオープンした。「さくら貝資料館」では増穂浦海岸に漂着した300種類の小貝や貝細工アートの展示がある。

## 休館日
- 年中無休

## アクセス
- 国道249号 - 登録路線
  - 石川県道23号富来中島線

## 周辺
- 増穂浦海岸 - ここには、二葉百合子の「岸壁の母」の歌詞とそのモデルとなった志賀町出身の端野いせ（はしの いせ）のレリーフが刻まれた石碑が設置されている[6][7]。
  - 世界一長いベンチ（1987年に設置、1989年に当時のギネス世界記録に認定）[7][8][9]
- 巌門